# كريستيان زاراغوزا
كريستيان زاراغوزا (بالإنجليزية: Cristian Zaragoza) هو لاعب كرة قدم أمريكي، ولد في 24 مايو 2003 في دالتون في الولايات المتحدة.